# 卡布雷羅 (智利)
37°2′S 72°24′W / 37.033°S 72.400°W

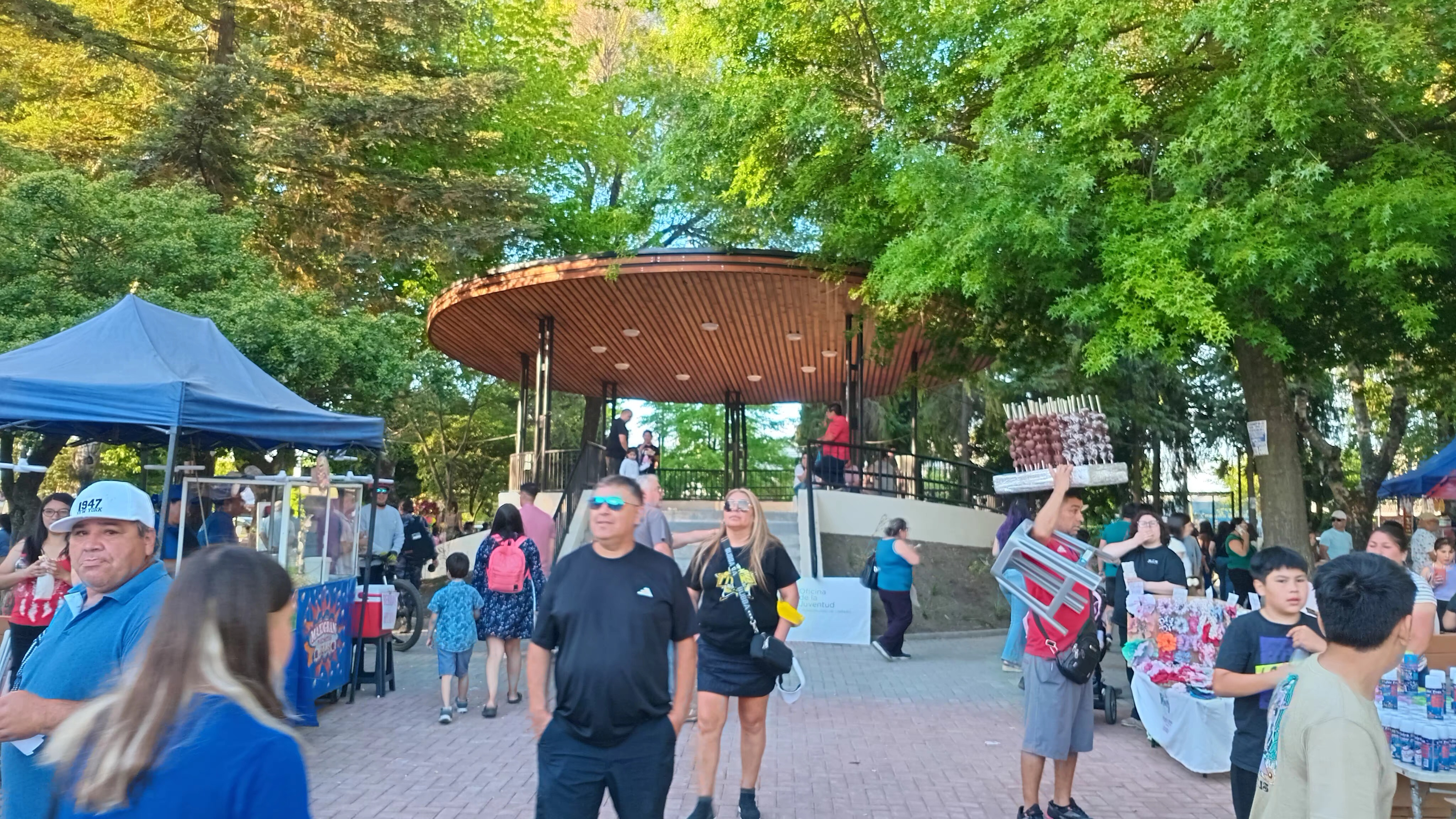

卡布雷羅（西班牙語：Cabrero），是智利的城市，位於該國中部比奧比奧大區的比奧比奧省，始建於1927年12月30日，面積639.8平方公里，2012年人口27,595人，人口密度每平方公里43人。